# Dryad-Kleintenrek
Der Dryad-Kleintenrek (Microgale dryas), mitunter auch Dryad-Kleintanrek, ist eine Säugetierart aus der Gattung der Kleintenreks innerhalb der Familie der Tenreks. Er lebt in den Regenwäldern des nordöstlichen Madagaskar, kommt aber insgesamt an nur wenigen Fundstellen bisher vor und ist sehr selten. Die Tiere zeichnen sich wie alle Kleintenreks durch einen spindelförmigen Körper, kräftige Beine und einen langen sowie schmalen, vorn spitz zulaufenden Kopf aus. Der Schwanz ist relativ kurz, charakteristisch für den Dryad-Kleintenrek sind die abgeplatteten Schäfte der Leithaare. Über die Lebensweise ist wenig bekannt. Die wissenschaftliche Erstbeschreibung der Art stammt aus dem Jahr 1992, ihr Bestand ist bedroht.

## Merkmale

### Habitus
Der Dryad-Kleintenrek repräsentiert einen mittelgroßen Vertreter der Kleintenreks. Die Kopf-Rumpf-Länge von vier untersuchten Individuen aus dem Reservat Ambatovaky betrug 10,6 bis 11,1 cm, der Schwanz wurde 6,8 bis 7,1 cm lang und ist damit deutlich kürzer (60 bis 67 %) als der restliche Körper. Das Gewicht variierte von 38 bis 40 g. Im äußeren Erscheinungsbild ähnelt der Dryad-Kleintenrek, wie die anderen Kleintenreks auch, einer Spitzmaus, charakteristisch ist der spindelförmige Körper mit den kurzen, kräftigen Gliedmaßen und der schmale, vorn spitz zulaufende Kopf. Das Rückenfell zeigt sich dunkel rötlich oder gräulich braun mit grauem Einschlag. Die Einzelhaare haben graue Basen, der Schaft ist im oberen Bereich hellbraun oder rötlichbraun. Manche Haare besitzen schwarze Spitzen. Im Unterschied dazu erscheinen die Schäfte der Leithaare schwarz gefärbt. Abweichend von anderen Kleintenreks sind diese etwa in der Schaftmitte abgeplattet und im Querschnitt verbreitert, erst zur Spitze hin werden sie wieder rund. Auf der Bauchseite sind die Haare an ihren Basen grau, an der Spitze hellgrau gefärbt. Die insgesamt dunklere Rückenfärbung geht an den Seiten fließend in die hellere Fellfärbung der Unterseite über. Der Schwanz ist einheitlich grau gefärbt. Die Oberseiten der Vorderfüße und Hinterfüße zeigen sich graubraun, die Unterseiten sind an den Vorderfüßen heller als an den Hinterfüßen. Sowohl die Hände als auch die Füße verfügen über je fünf Strahlen, die jeweils Krallen tragen. Die Mittelkralle am Vorderfuß ist deutlich vergrößert und verlängert. Die Länge des Hinterfußes beträgt 18,1 bis 18,7 cm. Dessen Mittelkralle erreicht etwa 65 bis 79 % der Länge der Mittelkralle des Vorderfußes.

### Schädel- und Gebissmerkmale
Der Schädel ist lang und grazil gebaut, die größte Länge liegt bei 30,4 bis 31,0 mm, die größte Breite am Hirnschädel bei 11,2 bis 11,6 mm. Das Rostrum hat einen langschmalen und leicht robusten Bau, im Bereich des vordersten Prämolaren (P2) ist es nur etwa 3,5 mm breit. Im Bereich der Augen verengt sich der Schädel etwas, die Seitenkanten verlaufen in der Ansicht von oben etwas eingedellt. Der hintere Schädelabschnitt zeigt sich verlängert und ist relativ hoch. Am langgestreckten Unterkiefer verläuft der horizontale Knochenkörper leicht geschwungen, der Kronenfortsatz ragt relativ weit nach oben. Zudem ist der Fortsatz recht breit. Das Foramen mentale liegt unterhalb der Vorderkante des zweiten Prämolaren. Das Gebiss setzt sich aus 40 Zähnen zusammen, die Zahnformel lautet: {\displaystyle {\frac {3.1.3.3}{3.1.3.3}}}. Insgesamt erscheint das Gebiss relativ robust. In der oberen Zahnreihe sind vom vordersten Schneidezahn bis zum zweiten Prämolaren (P3) deutliche Diastemata ausgebildet, die vor allem im hinteren Bereich sehr weit sein können. Im Unterkiefer bestehen allgemein kürzere Zahnlücken vom zweiten Schneidezahn an bis zum zweiten Prämolaren. Die vorderen Zähne besitzen alle zusätzliche Höckerchen an der Zahnkrone, wobei in der Regel nur kleine Nebenhöcker hinter dem Haupthöcker auftreten. Am unteren Eckzahn tritt auch ein vorderes, kleines Höckerchen auf. Der jeweils erste Prämolar im oberen und unteren Gebiss ist robust groß. Die Molaren ähneln denen der anderen Kleintenreks. Sie haben eine zalambdodonte Kauflächenstruktur mit drei Haupthöckerchen. Die Länge der oberen Zahnreihe beträgt 15,2 bis 15,6 mm.

## Verbreitung

Verbreitungsgebiet des Dryad-Kleintenreks

Der Dryad-Kleintenrek kommt endemisch in einem kleineren Gebiet im Nordosten Madagaskars vor. Er ist dort aber von insgesamt weniger als 10 Lokalitäten bekannt, die sich auf drei Fundregionen verteilen. Das hauptsächliche Fundgebiet befindet sich im Reservat Ambatovaky in der Provinz Toamasina, wo die Art im Jahr 1990 auch erstmals beobachtet wurde. Ein weiterer Fund aus dem Reservat Anjanaharibe-Sud am Anjanaharibe-Massiv in der Provinz Antsiranana könnte ebenfalls zu dieser Art zählen. Dabei handelte es sich um einzelne Schädelfragmente eines Jungtiers, das 1994 in einem Gewölle der Malegasseneule gefunden wurde, aufgrund der Natur der Funde ist die Zuweisung aber nicht ganz eindeutig. Das dritte Fundgebiet befindet sich im Forêt de Makira, einem 3860 km² großen Waldgebiet südlich des Anjanaharibe-Massivs und westlich des Nationalparks Masoala. Die ersten Sichtungen des Dryad-Kleintenreks erfolgten hier im Jahr 2003. Das Gesamtverbreitungsgebiet wird auf rund 10.000 km² geschätzt. Die Tiere bewohnen überwiegend die tropischen Regenwälder der niedrigen und mittleren Höhenlagen von etwa 500 bis 940 m Meereshöhe. Bisher sind nur sehr wenige Individuen bekannt. Die Art gilt als selten.

## Lebensweise
Zur Lebensweise des Dryad-Kleintenreks ist so gut wie nichts bekannt. Er ist waldbewohnend und lebt möglicherweise teilweise unterirdisch.

## Systematik
Der Dryad-Kleintenrek ist eine Art aus der Gattung der Kleintenreks (Microgale) innerhalb der Familie der Tenreks (Tenrecidae). Die Kleintenreks formen gemeinsam mit den Reiswühlern (Oryzorictes) und den Vertretern der Gattung Nesogale die Unterfamilie der Reistenreks (Oryzorictinae). Darüber hinaus bilden die Kleintenreks mit mehr als 20 Arten das formenreichste Mitglied der Tenreks. Aufgrund einiger morphologischer Merkmale gelten sie auch als eher ursprünglich innerhalb der Familie. Die Gattung entstand nach molekulargenetischen Analysen bereits im Unteren Miozän vor etwa 16,8 Millionen Jahren, in der Folgezeit diversifizierte sie sich sehr stark. Die heutigen Vertreter zeigen Anpassungen an verschiedene Lebensweisen, so kommen teils unterirdisch grabende, oberirdisch lebende beziehungsweise baumkletternde und wasserbewohnende Formen vor. Ein Großteil der Kleintenreks lebt in den feuchten Wäldern des östlichen Madagaskars, einige wenige Arten kommen auch in den trockeneren Landschaften des westlichen Inselteils vor. Innerhalb der Gattung lassen sich sowohl morphologisch als auch genetisch verschiedene Verwandtschaftsgruppen nachweisen. Der Dryad-Kleintenrek ähnelt äußerlich stark dem Cowan-Kleintenrek (Microgale cowani) und dem Grazilen Kleintenrek (Microgale gracilis), aus genetischer Sicht stellt der Nacktnasen-Kleintenrek (Microgale gymnorhyncha) den nächsten Verwandten dar.
Der Dryad-Kleintenrek wurde im Jahr 1992 von Paulina D. Jenkins wissenschaftlich erstbeschrieben. Sie verwendete dafür vier Individuen aus dem Waldgebiet von Ambatovaky im nordöstlichen Madagaskar. Die Tiere waren zwei Jahre zuvor, im Februar 1990, während einer wissenschaftlichen Expedition im primären Regenwald der Region in einer Höhenlage von 600 bis 750 m über dem Meeresspiegel aufgesammelt worden. Das Ambatovaky-Waldgebiet stellt die Typusregion der Art dar. Der Holotyp wird durch ein ausgewachsenes Weibchen repräsentiert. Das Artepitheton dryas bezieht sich auf das griechische Wort δρυας für die Dryaden, Wald- oder Baumnymphen der griechischen Mythologie.

## Bedrohung und Schutz
Der Bestand des Dryad-Kleintenreks ist von Baumfällungen im Zusammenhang mit der forstwirtschaftlichen Nutzung und zur Schaffung von Acker- oder Bauland gefährdet, was zu einem Rückgang der Qualität des Lebensraumes führt. Zudem ist die Art nur von wenigen Fundlokalitäten in einem relativ kleinen Verbreitungsgebiet bekannt. Die IUCN listet sie daher als „gefährdet“ (vulnerable). Gegenwärtig kommt der Dryad-Kleintenrek in zwei Schutzgebieten vor, im Reservat Ambatovaky und im Reservat Anjanaharibe-Sud. Ein drittes im Forêt de Makira soll eingerichtet werden. Zum weiteren Schutz der Tiere sind Untersuchungen zur Taxonomie, Verbreitung, Ökologie und zu nahezu allen Aspekten ihrer Lebensweise notwendig.